# Scelio fulvipes
Scelio fulvipes är en stekelart som beskrevs av Förster 1856. Scelio fulvipes ingår i släktet Scelio och familjen Scelionidae. Inga underarter finns listade i Catalogue of Life.